# كلية الحقوق في جامعة حلب
36°12′33″N 37°07′28″E / 36.20917°N 37.12444°E

## التأسيس
تأسست كلية الحقوق في جامعة حلب عام 1961 بموجب المرسوم رقم/ 18 / لعام 1961، ثم أُوقف القبول فيها بموجب المرسوم/ 134 / لعام 1967، وسويت أوضاع طلابها حتى عام 1970.وكان أول عميد لها: الدكتور عبد السلام ترمانيني
أُعيد إحداث كلية الحقوق في عام 1981، واستؤنفت الدراسة فيها بدءً من العام الدراسي 1981 / 1982، وما تزال تستقبل الطلاب حتى تاريخه.
بعد العودة لم يكن هناك إلا الدكتور محمود مرشحة الذي كان يدرس معظم المواد
تضم الكلية حاليا حوالي 20 ألف طالب في التعليم النظامي والمفتوح

## رسالة الكلية
تسعى كلية الحقوق في جامعة حلب إلى إعداد وتأهيل رجال قانون أكفياء، قادرين على تجشم أعباء المسؤولية الوطنية وأداء الرسالة الإنسانية السامية في المجالات العلمية والعملية كافة، من خلال دراسة وتطوير الشرائع الوضعية، والتعاون مع الشخصيات والمؤسسات والمنظمات الحقوقية الداخلية والخارجية، وتبادل الخبرات معها، بغية الارتقاء بالفكر والأداء القانوني العام والخاص، بما يلبي حاجات وتطلعات المجتمع إلى العدالة والتنمية والديمقراطية.

## الأهداف
أولاً - الأهداف قريبة المدى:
- دراسة أحكام التشريعات القانونية النافذة في الجمهورية العربية السورية.
- التعرف على الكيفية التي يتم وفقاً لها تطبيق أحكام القوانين والأنظمة النافذة.
- الاطلاع على إجراءات الدفاع وسلوك سبل الطعن أمام القضاء.
ثانياً - الأهداف متوسطة المدى:
- تحديث التشريعات القانونية النافذة في الجمهورية العربية السورية.
- تبسيط اجراءات تطبيق أحكام القوانين والأنظمة النافذة بسرعة وفاعلية.
- تيسير إجراءات التقاضي لدى المحاكم، والجهات ذات الاختصاص القضائي.
ثالثاً - الأهداف بعيدة المدى:
- تحقيق العدالة.
- تحقيق التنمية.
- تحقيق الديمقراطية التي تقوم على الأركان التالية الحرية - المساواة - سيادة القانون.

## الوسائل
المناهج الدراسية مقررات - امتحانات - طرق التدريس.
الدراسات القانونية أبحاث - رسائل جامعية.
الدورات التدريبية التحكيم - التقاضي - الإدارة - التشريع.
الندوات والمؤتمرات محلية عربية - إقليمية - دولية.

## النشاط الأكاديمي
يخضع النظام الدراسي في الكلية لأحكام قانون تنظيم الجامعات في الجمهورية العربية السورية.
يقبل الطلاب فيها عن طريق نظام المفاضلة العامة للطلاب السوريين والفلسطينيين، أما الطلاب العرب والأجانب الآخرون فيخضعون لشروط خاصة غالباً ما تتوفر في الاتفاقيات التعليمية بين الدول.
مدة الدراسة في كلية الحقوق تستمر 4 سنوات
تنقسم المواد الدراسية على فصلين دراسيين يتم إجراء امتحان في نهاية الفصل الأول بشهر كانون الثاني.. وامتحان في نهاية الفصل الثاني بشهر حزيران... ويعد الطالب ناجحاً إلى السنة التالية إذا نجح في جميع المواد، ويعتبر منقولاً في حال رسوبه بأربع مواد على الأكثر.
للطالب حق الدخول لدورة تكميلية فقط في العام الدراسي الأخير بشرط أن لا يرسب بأكثر من أربع مواد أيضاً... ولكن قد يصدر مرسوم رئاسي في بعض الأحيان يتيح الفرصة لطلاب السنوات الأربع بالتقدم إلى الدورة التكميلية.
يعتبر مستنفذا كل طالب أمضى 6 سنوات في الكلية ولم يتخرج... كما يعتبر مستنفذا كل من رسب في السنة الأولى مرتين
يبلغ عدد المقررات حوالي 48 مادة.. عند الانتهاء يمنح الطالب درجة الإجازة في الحقوق.
يمكن بعد ذلك للطالب الحاصل على معدل مرتفع أن يتقدم لمفاضلة الماجستير بموجب الاختبار الوطني للغات ومن ثم الامتحان المعياري.
تضم الدراسات العليا - الماجسيتر عدة فروع: القانون التجاري - القانون الجزائي - القانون الدولي - القانون العام - القانون الخاص
الدراسة في الماجسيتر عبارة عن 3 سنوات.. يتم في السنة الأولى دراسة 6 مواد.. إذا استطاع الطالب النجاح فيها جميعا.. يستطيع أن يبدأ في الرسالة التي يملك سنتين لإنجازها تحت إشراف أحد دكاترة الكلية.

## التعليم المفتوح
انطلق برنامج التعليم المفتوح في كلية الحقوق بحلب عام 2001 / 2002 تحت اسم الدراسات القانونية بموجب المرسوم / 383 / تاريخ 29 / 7 / 2001

## أقسام الكلية
أولا - القانون العام
تدرس فيه المقررات التالية:
النظم السياسية، القانون الدستوري، مبادئ القانون الإداري، القانون الإداري (النشاط الإداري)، المالية العامة، القضاء الإداري، التشريع الضريبي، الإدارة العامة، الإدارة المحلية، حقوق الإنسان، الحريات العامة، القرارات الإدارية، نزع الملكية للمنفعة العامة، التشريع البيئي، الرقابة المالية والإدارية، المرافق العامة، القضاء الدستوري، العقود الإدارية، التشريعات الجمركية، الوظيفة العامة.
رئيس القسم: الدكتور مصطفى عثمان
أعضاء الهيئة التدريسية:
1. إبراهيم الهندي مصر 1997 أستاذ 18/2/2009 الإدارة العامـة
2. محمد صالح الدالي مصر 1999 أستاذ مساعد 29/9/2011 العلاقات المالية والدولية
3. حمود تنار فرنسا 2002 أستاذ مساعد 2/1/2012 التشريـع البـيـئــي
4. وليد عرب فرنسا 2003 مدرس 10/8/2004 القانون الإداري
5. محمد زين مصر 2003 مدرس 10/11/2004 النظـم الســياســية
6. عصام الشهابي مصر 2005 مدرس 3/12/2006 التشـريـع الضريبي
7. مصطفى عثمان مصر 2006 مدرس 13/5/2008 الموازنـة العــامة
8. محمد السيد سورية 2005 مدرس 18/11/2009 القانون الإداري (قانون الاستملاك)
9. عبد الحميد جلبي فرنسا 2011 مدرس 10/12/2012 حقـوق الإنسان
ثانيا - القانون الخاص
تدرس المقررات التالية:
المدخل إلى علم القانون، تاريخ القانون، مصادر الالتزام، أحكام الالتزام، التشريعات الاجتماعية (التعاون)، التشريعات الاجتماعية (العمل)، العقود المسماة، الحقوق العينية الأصلية، الحقوق العينية التبعية، أصول المحاكمات المدنية (1)، أصول المحاكمات المدنية (2)، أصول التنفيذ، القانون المدني المقارن، التحكيم في العلاقات الخاصة، المسؤولية المهنية، قانون البينات، التأمينات الاجتماعية، قانون حماية المستهلك، قانون العلاقات الزراعية، فلسفة القانون، النظام القضائي في الإسلام، حماية حقوق الملكية الفردية.
رئيس القسم: الدكتور أحمد عبد الدائم
أعضاء الهيئة التدريسية:
1. أحمد عبد الدائم فرنسا 1995 أستاذ 12/12/2009 القانون المدني (نظرية الالتزام)
2. زكريا عطري فرنسا 1994 أستاذ 13/5/2010 القانون المدني
3. أحمد عيسى فرنسا 1997 أستاذ 16/1/2012 القانون المدني (العقود المسماة)
4. شواخ الأحمد مصر 1997 أستاذ مساعد 17/6/2004 التشريعات الاجتماعية
5. حمود غزال المغرب 1996 أستاذ مساعد 24/1/2006 الاتجاهات الحديثة فيالعقودالدولية
6. فيصل العساف فرنسا 1997 أستاذ مساعد 12/7/2007 القانون المدني (تشريعات عقارية)
7. محمد حاج طالب مصر 1999 أستاذ مساعد 22/8/2007 أحكــام الإثبــات المــدني
8. بديع القربة فرنسا 2000 أستاذ مساعد 28/4/2011 القانون المدني (تشريعاتعقارية)
9. فريد فنري مصر 1997 أستاذ مساعد 16/6/1998 أصول محاكمات مدنية (أصول تنفيذ)
10. تميم الحلواني المغرب 1999 مدرس 12/7/2000 الشريعة الإسلامية (أصول الفقه)
11. عبد الكريم ظلاّم فرنسا 1999 مدرس 31/12/2003 الاتجاهات الحديثة فيالعقودالدولية
12. خالد الخطيب مصر 2005 أستاذ مساعد 2/11/2006 القانون المدني
13. عماد قميناسي مصر 2005 مدرس 12/12/2006 أصول محاكمات مدنية (تنفيذ مدني)
ثالثا - القانون الدولي
تدرس المقررات التالية:
العلاقات الدولية، المنظمات الدولية، القانون الدولي العام، القانون الدولي الخاص (الجنسية والمركز القانوني للأجانب)، القانون الدولي الخاص (التنازع وتنفيذ الأحكام والسندات الأجنبية)، القانون الدبلوماسي، قانون التنمية الدولي، قانون النطاق الدولي، القضاء والتحكيم الدوليان، القانون الدولي الإنساني، القانون الدولي لحقوق الإنسان، القانون الدولي البيئي، القانون الدولي الجزائي، القانون الدولي الاقتصادي.
رئيس القسم: الدكتور رضوان الحاف
أعضاء الهيئة التدريسية:
1. مجد الدين خربوط مصر 1997 أستاذ مساعد 19/12/2005 القانون الدولي الخاص
2. علي قلعه جي مصر 1997 أستاذ 29/12/2005 المنظمات الدولية
3. رضوان الحاف مصر 1998 أستاذ مساعد 29/12/2005 حقوق الإنسان
4. علي ملحم مصر 1998 أستاذ 6/8/2006 العلاقات الاقتصادية الدولية
5. كمال خلف مصر 1998 أستاذ مساعد 20/6/2011 الدبلوماسية
6. جمعة شباط مصر 2004 أستاذ مساعد 22/10/2012 القانون الدولي العام
7. رفيق الكسار مصر 1998 مدرس 7/5/2001 الدبلوماسية
8. عبد الكريم الداحول مصر 1998 مدرس 7/8/2001 القانون الدولي المقارن
9. غيداء بوادقجي ألمانيا 2011 مدرس 23/12/2012 قانون دولي خاص
رابعا - القانون الجزائي
تدرس المقررات التالية:
شرح قانون العقوبات، القسم العام (الجريمة)، شرح قانون العقوبات، القسم العام (المسؤولية والجزاء)، شرح قانون العقوبات، القسم الخاص، الجرائم الواقعة على الأشخاص والأموال، شرح قانون العقوبات، القسم الخاص (الجرائم المضرة بالمصلحة العامة)، علم الإجرام والعقاب، قانون العقوبات وأصول المحاكمات العسكري، القانون الجزائي الدولي، التشريعات الجزائية الخاصة، قانون الأحداث الجانحين، القانون الجزائي المقارن، أصول المحاكمات الجزائية (1)، أصول المحاكمات الجزائية (2)، القانون الجزائي للأعمال، علم النفس الجنائي، الأدلة القضائية والطب الشرعي، علم المجني عليه، قانون العقوبات الاقتصادية.
رئيس القسم: الدكتور محمود جلال
أعضاء الهيئة التدريسية:
1. أحمد العمر مصر 1998 أستاذ مساعد 29/1/2006 قانون العقوبات العام
2. مصطفى بيطار فرنسا 1999 أستاذ مساعد 2/9/2007 عـلـم الإجرام
3. عبد القادر هباش فرنسا 2000 أستاذ مساعد 28/7/2011 القانون الجزائي المقارن
4. عبد العزيز الحسن فرنسا 1999 أستاذ مساعد 11/8/2011 قانون العقوبات العام
5. محمود جلال مصر 2005 أستاذ مساعد 14/3/2013 قانون العقوبات
6. حلا زودة سورية 2008 مدرس 11/1/2009 أصول محاكمات جزائية
7. محمد محي الدين فرنسا 2012 مدرس 10/12/2012 أصول محاكمات جزائية
خامسا - القانون التجاري
تدرس فيه المقررات التالية:
المدخل إلى القانون التجاري (الأعمال التجارية والتاجر والمتجر)، الشركات التجارية، الأعمال المصرفية والأسناد التجارية، العقود التجارية والإفلاس، القانون البحري والجوي، التشريعات المصرفية، التحكيم التجاري، قانون التجارة الدولية، التجارة الإلكترونية، قانون الأسواق والأوراق المالية، التأمين التجاري، الملكية التجارية والصناعية، أنظمة استثمار المرافئ.
رئيس القسم : الدكتور علاء الدين الحسيني
أعضاء الهيئة التدريسية:
1. عبد القادر برغل فرنسا 1995 أستاذ مساعد 20/12/2003 القانون التجاري البري
2. رضوان الحبيب فرنسا 1997 أستاذ مساعد 22/8/2007 القانون التجاري البري (إدارة الشركات المساهمة)
3. عبد الرزاق جاجان تونس 1999 أستاذ مساعد 22/8/2007 القانون التجاري البري
4. حسين الحسين مصر 2000 أستاذ مساعد 22/8/2007 العمليات المصرفية في القانون التجاري
5. عمر فارس فرنسا 2004 أستاذ مساعد 28/2/2011 قانون الأعمال (القانون التجاري)
6. علاء الدين الحسيني مصر 2003 مدرس 2/9/2004 الأسـناد التجارية
7. محمد قرباش مصر 2005 مدرس 12/12/2005 قانون الأعمال (قانون الشركات)

## قائمة عمداء الكلية منذ تأسيسها
1- الدكتور عبد السلام ترمانيني : 1961 - 1963
2- الدكتور محسن الشيشكلي : 1963 - 1966
3- الدكتور أنطوان أيوب : 1966 - 1970
4- الدكتور عبد القادر الأفندي : 1981 - 1982
5- الدكتور أحمد الأشقر : 1982 - 1986
6- محمد سعيد فرهود : 1986 - 1991
7- الدكتور خالد الحامض : 1991 - 1997
8 الدكتور محمد سعيد فرهود : 1997 - 1998
9- الدكتور محمد الحسن : 1998 - 2001
10- الدكتور سام دلة : 2001 - 2005
11- الدكتور محمود مرشحة : 2005 - 2007
12 الدكتور شواخ الأحمد : 2007 - 2011
13- الدكتور عمر فارس : 2011 - 2013
14-الدكتور حمود تنار :2013-؟؟
15-الدكتور أحمد عبد الدائم
16- الدكتور عبد القادر هباش :2021_

## مرافق الكلية
كان يسمى مبنى الكلية سابقا بـ «سفينة الحب» حينما كان مقرا لكلية الآداب ... ويحتوي على 4 مدرجات و 9 قاعات ومكاتب للعميد ونوابه والدكاترة ومكاتب للموظفين والهيئة الإدارية وكافيتريا ومصلى ومكتبة

## المجالات أمام الخريج
يمكن لخريج كلية الحقوق أن ينتسب لنقابة المحامين أو أن يتقدم إلى المعهد القضائي أو يتابع دراسته في الماجستير ومن بعدها الدكتوراه ... كما يمكن له التقدم إلى وظيفة حكومية أو في القطاع الخاص

## معرض الصور
- file:كلية الحقوق - جامعة حلب 2.jpg
- file:كلية الحقوق - جامعة حلب 4.jpg
- file:كلية الحقوق - جامعة حلب 6.jpg
- file:كلية الحقوق - جامعة حلب 8.jpg
- file:كلية الحقوق - جامعة حلب 10.jpg
- file:كلية الحقوق - جامعة حلب 12.jpg
- file:كلية الحقوق - جامعة حلب 14.jpg
- file:كلية الحقوق - جامعة حلب 16.jpg
- file:كلية الحقوق - جامعة حلب 18.jpg
- file:كلية الحقوق - جامعة حلب 20.jpg
- file:كلية الحقوق - جامعة حلب 22.jpg
- file:كلية الحقوق - جامعة حلب 24.jpg
- file:كلية الحقوق - جامعة حلب 26.jpg
- file:كلية الحقوق - جامعة حلب 28.jpg
- file:كلية الحقوق - جامعة حلب 30.jpg

## وصلات خارجية
الموقع الرسمي للكلية
منتدى كلية الحقوق - الجامعات السورية
صفحة الكلية على فيس بوك  على فيسبوك.
قناة الكلية على يوتيوب
صفحة الكلية على غوغل بلاس
مجموعة صور مميزة للكلية
أعضاء الهيئة التدريسية والدكاترة في الكلية